# Rudolf Fonfara
Rudolf Fonfara (* 28. November 1887 in Kattowitz, Deutsches Reich; † 7. Mai 1981 in Esslingen am Neckar) war ein deutscher Fußballspieler, Funktionär und Unternehmer. Er war von 1922 bis 1927 Präsident des 1. FC Kattowitz und wurde 1930 zum Ehrenvorsitzenden des Vereins gewählt.
Fonfara war einer der wichtigsten Pioniere des Fußballs in Oberschlesien.

## Leben
Er stammt aus einem alten oberschlesischen Geschlecht. Seine Vorfahren waren jahrhundertelang Bauern rings um Kattowitz. Er selbst wurde dort geboren. Später besuchte er in Kattowitz eine Drogisten-Fachschule, gründete schon in jungen Jahren eine eigene Drogerie, die er im Laufe der Jahre zu einem großen Geschäft, zum Schluss mit 14 Angestellten, entwickelte.
Gemeinsam mit seinem Bruder Emil gründete er im Jahr 1905 den FC Preußen Kattowitz, den ersten FC in Oberschlesien. Fonfara spielte natürlich selbst mit und war bis zum Jahre 1922 Spielführer der 1. Mannschaft. Die Mannschaft errang fünf Oberschlesische Meisterschaften und Fonfara spielte repräsentativ für Südostdeutschland.
1922 übernahm Fonfara den Vorsitz im Fußballclub Preußen. Mit der Teilung Oberschlesiens im Juni 1922 fiel Kattowitz an Polen. 1923 unter dem Druck der Polen seinen Namen in FC Kattowitz umändern musste. Im Jahre 1927 gab Fonfara den Vorsitz im Fußballclub ab. Für seine Verdienste für den Club wurde Fonfara zum Ehrenvorsitzenden ernannt.
Außer bei seinem Verein war Fonfara Mitbegründer des Fußballvereins Borussia 1906 in Myslowitz. Er stand Pate bei der Gründung des Fußballclub Preußen in Ratibor im Jahre 1906, 1907 bei dem Fußballclub Hohenzollern in Laurahütte und 1910 beim Fußballclub Preußen in Zaborze, später Hindenburg O.S.
Für seine Verdienste um den oberschlesischen Fußballsport wurde er bereits 1915 vom Südostdeutschen Fußball-Verband mit der Silbernadel mit Kranz ausgezeichnet. Der Oberschlesische Fußball-Verband ehrte ihn für seine hervorragenden Verdienste mit der goldenen Ehrenmedaille. Der DFB zeichnete ihn mit der Verdienstnadel des DFB aus.
Nach der Vertreibung kam Fonfara schließlich nach Esslingen. Als Hilfsarbeiter fing er bei der „Eßlinger Zeitung“ an und kam dann in die Anzeigen-Abteilung, wo er nun schon 13 Jahre tätig war.

## Erfolge
- Südostdeutscher Vizemeister: 1908, 1909, 1913
- Oberschlesischer Meister: 1907, 1908, 1909, 1913, 1922
- Meister des Kattowitzer Ballspiel-Verbandes: 1906